# Премія «Магрітт» найкращому режисеру
Премія «Магрітт» найкращому режисеру (фр. Magritte du meilleur réalisateur) — одна з  кінематографічних нагород, що надається з 2011 року бельгійською Академією Андре Дельво в рамках національної кінопремії «Магрітт». Її присуджують кінорежисеру, який своєю творчістю досяг значних успіхів у бельгійській кіноіндустрії. Лауреатом першої премії «Магрітт» став у 2011 році Жако ван Дормель за найкращу режисерську роботу у фільму «Пан Ніхто».

## Переможці та номінанти
Нижче наведено список режисерів, що отримали цю премію, а також номінанти. Лауреатів виділено окремим кольором та жирним шрифтом

### 2010-і
| Рік         | Режисер(и)                        | Назва українською      | Оригінальна назва            |
| ----------- | --------------------------------- | ---------------------- | ---------------------------- |
| 2010 (1-ша) | Жако ван Дормель                  | Пан Ніхто              | Mr. Nobody                   |
| 2010 (1-ша) | Жоакім Лафосс                     | Приватні уроки         | Élève libre                  |
| 2010 (1-ша) | Олів'є Массе-Депасс               | Нелегал                | Illégal                      |
| 2010 (1-ша) | Набіль Бен Надір                  | Барони                 | Les Barons                   |
| 2011 (2-га) | Булі Ланнерс                      | Гіганти                | Les Géants                   |
| 2011 (2-га) | Домінік Абель та Фіона Гордон     | Фея                    | La Fée                       |
| 2011 (2-га) | Жан-П'єр та Люк Дарденни          | Хлопчик з велосипедом  | Le Gamin au vélo             |
| 2011 (2-га) | Сем Гарбарський                   | Далеко по сусідству    | Quartier lointain            |
| 2012 (3-тя) | Жоакім Лафосс                     | Після кохання          | À perdre la raison           |
| 2012 (3-тя) | Люка Бельво                       | 38 свідків             | 38 témoins                   |
| 2012 (3-тя) | Франсуа Піро                      | Дім на колесах         | Mobile Home                  |
| 2012 (3-тя) | Патрік Рідремонт                  | Про що розповів мрець  | Dead Man Talking             |
| 2013 (4-та) | Стефан Об'є та Венсан Патар       | Ернест і Селестіна     | Ernest et Célestine          |
| 2013 (4-та) | Фридерик Фонтейн                  | Танго лібре            | Tango libre                  |
| 2013 (4-та) | Сем Гарбарський                   | Віджай і я             | Vijay and I                  |
| 2013 (4-та) | Вінсент Ланно                     | В ім'я сина            | Au nom du fils               |
| 2014 (5-та) | Жан-П'єр та Люк Дарденни          | Два дні, одна ніч      | Deux jours, une nuit         |
| 2014 (5-та) | Люка Бельво                       | Не в його стилі        | Pas son genre                |
| 2014 (5-та) | Набіль Бен Надір                  | Марш                   | La Marche                    |
| 2014 (5-та) | Йоланда Моро                      | Анрі                   | Henri                        |
| 2015 (6-та) | Жако ван Дормель                  | Надновий заповіт       | Le Tout Nouveau Testament    |
| 2015 (6-та) | Бернар Белефруа                   | Мелоді                 | Melody                       |
| 2015 (6-та) | Савіна Делікур                    | Усі кішки сірі         | Tous les chats sont gris     |
| 2015 (6-та) | Фабріс Дю Вельц                   | Алілуя                 | Alleluia                     |
| 2016 (7-ма) | Булі Ланнерс                      | Перший, останній       | Les Premiers, les Derniers   |
| 2016 (7-ма) | Жоакім Лафосс                     | Економіка пари         | L'Économie du couple         |
| 2016 (7-ма) | Валері Розьє                      | Парасоль               | Parasol                      |
| 2016 (7-ма) | Ксав'є Серон                      | Смерть від смерті      | Je me tue à le dire          |
| 2017 (8-ма) | Філіпп ван Леу                    | У Сирії                | InSyriated                   |
| 2017 (8-ма) | Люка Бельво                       | З нами                 | Chez nous                    |
| 2017 (8-ма) | Набіль Бен Ядір                   | Сліпа зона             | Dode hoek                    |
| 2017 (8-ма) | Стефан Стрекер                    | Весілля                | Noces                        |
| 2018 (9-та) | Гійом Сене                        | Наші битви             | Nos batailles                |
| 2018 (9-та) | Елен Катте, Бруно Форцані         | Нехай трупи засмагають | Laissez bronzer les cadavres |
| 2018 (9-та) | Олів'є Мейс                       | Гіркі квіти            | Bitter Flowers               |
| 2018 (9-та) | Жан-Франсуа Енжен, Франсуа Трукен | Убивці                 | Tueurs                       |